# Thylogale billardierii
Падемелон тасманійський (Thylogale billardierii) — вид дрібних сумчастих з родини Кенгурові (Macropodidae).

## Поширення
Проживає на острові Тасманія та на більших островах протоки Баса. Раніше був присутній на південному сході Південної Австралії і у Вікторії, але вимер в 1920-х роках. Діапазон проживання за висотою приблизно до 1400 м над рівнем моря на острові Тасманія. Живе в областях густій рослинності в мокрому склерофільному лісі, помірно-вологому лісі, чагарниках і трав'янистих відкритих ділянках. Терпимий до деякої міри порушення середовища проживання.

## Поведінка, генетика
Може утворюють нестійкі групи до десяти тварин при годуванні. Сезону розмноження не має. 2n=22. 

## Етимологія
Вид названо на честь Жака-Жюльэна де Лабилард'єра (фр. Jacques-Julien Houtou de La Billardière, 1755-1834) французького ботаніка й дослідника під час експедиції Бруні д'Антркасто 1791-1794, який відвідав Західну Австралію й Тасманцію і зібрав багато видів, особливо рослин. Billardiere діяв не тільки як натураліст і колекціонер рослин але також ссавців, риби, птахів і комах. Він автор Novae Hollandiae plantarum specimen, опублікованого між 1804 і 1806 роками. Його ім'я пов'язане з назвами багатьох таксонів, але найвідомішою є, мабуть, родова назва чагарника, Billardiera.

## Загрози та збереження
Здається, немає серйозних загроз для виду. У деяких частинах ареалу Тасманії, вважається шкідником сільськогосподарських культур. Материкове населення виду було знищене в основному лисицями. У Тасманії нещодавнє введення лисиць може стати серйозною загрозою, якщо його не контролювати. Вид присутній у багатьох природоохоронних територіях Тасманії.